# Balga (Burkina Faso)
Pour les articles homonymes, voir Balga.
Balga est une commune située dans le département de Diapangou de la province du Gourma dans la région de l'Est au Burkina Faso.

## Géographie
Balga est situé à 11 km au Nord de Diapangou, le chef-lieu du département.

## Santé et éducation
Balga accueille un centre de santé et de promotion sociale (CSPS).